# Yongbi
Yongbi (용비불패, Yong bi bul pae) est un manhwa de Mun Chong-hu en 23 volumes publiés en Corée du Sud chez Haksan. Le série est en cours de parution en français aux éditions Tokebi, le volume 22 est sorti en mai 2008.

## Histoire
Yongbi est chasseur de primes. Accompagné de son cheval Big Ryong, il parcourt le pays à la recherche de criminels dont la tête est mise à prix. Sa rencontre avec un enfant portant un médaillon d'or va bouleverser ses projets.

### Documentation
- Paul Gravett (dir.), « De 1990 à 1999 : Yongbi », dans Les 1001 BD qu'il faut avoir lues dans sa vie, Flammarion, 2012 (ISBN 2081277735), p. 657.